# Cloud 9 (yacht)
Cloud 9, tidigare Infinity, är en superyacht tillverkad av Oceanco i Alblasserdam i Nederländerna. Hon sjösattes i augusti 2014 och levererades i februari 2015 till sin ägare Eric Smidt, amerikansk affärsman. År 2022 sålde Smidt yachten till den australiske entreprenören Brett Blundy på grund av att Smidt hade köpt en megayacht med samma namn. Efter att Blundy genomfört köpet av denna, fick den sitt nuvarande namn. Blundy beslutade också att yachten skulle renoveras och i januari 2023 hade Blundy satt upp yachten till försäljning för 155 miljoner euro.
Superyachten designades exteriört av Espen Øino och interiört av Sinot Yacht Design. Cloud 9 är 88,5 meter lång och har en kapacitet på tolv passagerare fördelat på sju hytter. Den har också en besättning på 28 besättningsmän.
När superyachten ägdes av Eric Smidt, hade den oftast stödfartyget Intrepid i sitt följe eftersom denna hade ingen egen helikopterplatta.